# Биата
Биата (лат. Biatas nigropectus) — вид птиц из семейства типичных муравьеловковых. Является единственным представителем рода Biatas. Подвидов не выделяют.

## Название
Название рода происходит от древнегреческого biatas, что означает «тиран».

## Распространение
Эндемики Атлантического леса (на территории Бразилии и Аргентины). Предпочитают места с большим количеством бамбука.

## Описание
Длина тела 17-18 см. Гребешок нередко приподнят. У самцов верх головы и окологлазная область чёрная, часть головы ниже глаза белая, верхняя сторона тела красновато-желто-коричневая, крылья и хвост рыжие. Нижняя часть горла и грудка чёрные. Нижняя сторона тела окрашена в глиняный цвет.
Самки отличаются от самцов рыжевато-коричневой макушкой, ярко выраженными белыми «бровями», отсутствием чёрного на горле и груди.

## Биология
Рацион малоизучен. Питаются насекомыми и другими членистоногими, в частности, пауками. В желудочном содержимом находили пауков, муравьев, семена.